# Mouvement pour le salut de l'Azawad
Ne doit pas être confondu avec Mouvement populaire pour le salut de l'Azawad.
Le Mouvement pour le salut de l’Azawad (MSA) est un mouvement politique et militaire touareg formé le 2 septembre 2016 lors de la guerre du Mali d'une dissidence du Mouvement national de libération de l'Azawad (MNLA). Le MSA se divisera lui-même un an plus tard en deux branches selon l'appartenance aux deux principales communautés qui le constitue : le MSA dit Daoussahak d'un côté (MSA-D) et le MSA dit Chamanamas (MSA-C) de l'autre.

## Fondation et objectifs
Le mouvement est fondé officiellement le 2 septembre 2016 à Tin-Fadimata, au nord de Ménaka. Il est formé par d'ancien membres du MNLA, ainsi que dans une moindre mesure du HCUA et du MAA.
Le MSA repose sur deux communautés, la tribu touarègue des Daoussahak et la tribu des Chamanamas, d'où sont issus ses deux fondateurs : Moussa Ag Acharatoumane, l'ancien porte-parole du MNLA auprès de la presse internationale, pour la première, et Assalat Ag Habi, chef militaire, ancien colonel de l'armée malienne pour la seconde.
Selon Moussa Ag Acharatoumane, les buts du MSA sont les suivants : « Nous poursuivons le même but qu'avant. Nous voulons représenter et défendre toutes les populations de l’Azawad. Et nous nous inscrivons dans la logique de l'accord de paix d'Alger ». Il déplore les affrontements intercommunautaires malgré les accords d'Anéfis et estime que la « ferveur révolutionnaire qui habite les Azawadiens n’est pas assez défendue par la CMA ».
Surtout, le MSA affirme vouloir représenter « l'ensemble des communautés », une manière selon RFI de « critiquer l'omnipotence de la fraction des Ifoghas » à Kidal, à laquelle appartient la plupart des chefs du MNLA.
Le mouvement affirme cependant vouloir rester au sein de la CMA,. Cependant, tandis que la CMA et le GATIA (représentant les intérêts des Touaregs Imghad) se livrent une nouvelle fois à des affrontements dans la région de Kidal, Moussa Ag Acharatoumane rencontre le chef de ce dernier, El Hadj Ag Gamou, et un représentant du MAA loyaliste le 15 septembre à Azawa, dans la région de Gao, qui aboutit à l'annonce de leur collaboration sur le plan sécuritaire avec notamment l'organisation de patrouilles communes.
En avril 2017, les forces du MSA et du GATIA s'associent, en accord avec les autorités intérimaires, pour sécuriser la ville de Ménaka.
En juillet 2017, le MSA refuse de s'impliquer dans les combats entre le GATIA et la CMA, le secrétaire général Moussa Ag Acharatoumane déclare alors : « Nous, nous avons toujours prôné l’entente, c’est-à-dire avec nos voisins, et le Gatia fait partie de nos voisins, tout comme d’autres communautés dont la CMA ».

## Scission et affiliation

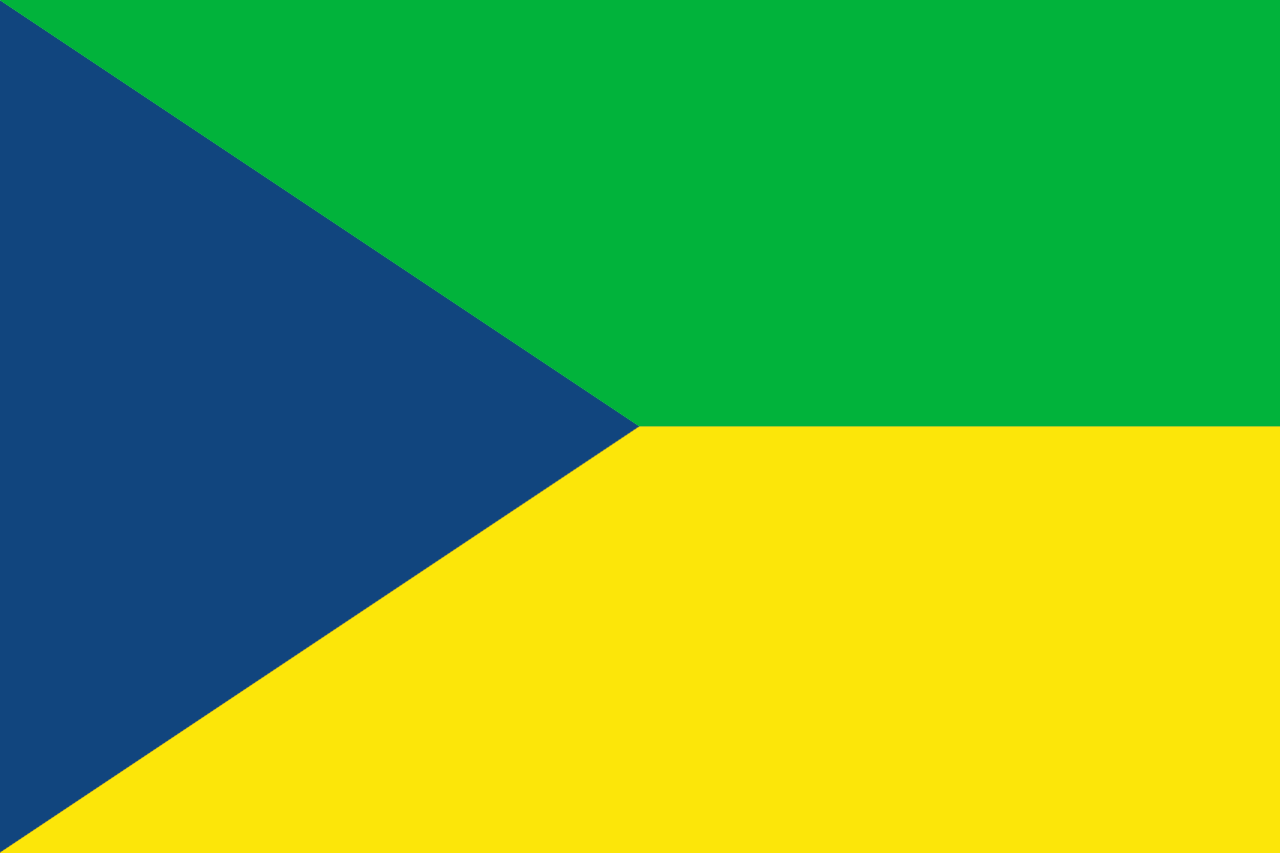
Drapeau du MSA.

Le 11 novembre 2017, une branche dissidente du MSA, la faction Chamanamas (MSA-C) fonde avec d'autres groupes la Coordination des mouvements de l’entente (CME),,,.
Le reste du Mouvement pour le salut de l’Azawad devient de facto un MSA « Daoussahak » (MSA-D) dirigé par Moussa Ag Acharatoumane.
En juillet 2019, le MSA intègre la Plateforme des mouvements du 14 juin 2014 d'Alger.
En 2021, le MSA fait partie des groupes fondateurs du Cadre stratégique permanent (CSP), qui réunit la Coordination des mouvements de l'Azawad (CMA) et la Plateforme des mouvements du 14 juin 2014 d'Alger. Cependant le 24 septembre 2023, le MSA dirigé par Moussa Ag Acharatoumane annonce qu'il se retire du CSP, regrettant la « déclaration non consensuelle du CSP-PSD en date du 10 septembre 2023, par laquelle il engage un conflit armé contre les Forces Armées Maliennes ».

## Effectifs
À la fondation du mouvement, Moussa Ag Acharatoumane affirme disposer de 400 pick-up. Le mouvement est basé essentiellement dans la région de Ménaka. Il revendique 3 000 combattants, mais ce nombre est probablement exagéré.

## Participation du MSA-D aux actions de contre-insurrection dans la région de Ménaka
En 2017, dans la région de Ménaka, le MSA et le GATIA commencent à se heurter aux djihadistes de l'État islamique dans le Grand Sahara (EIGS), dirigé par Adnane Abou Walid Al-Sahraoui.
Le 1er juin 2017, après une attaque contre un poste de militaire à Abala, au Niger, des combattants de l'État islamique se replient au Mali. Mais ils sont alors attaqués par l'armée malienne, l'armée française et les miliciens touaregs du GATIA et du MSA. En réponse Adnane Abou Walid Al-Sahraoui accuse dans une missive les Touaregs imghad et daoussahak d'être les complices de la France et du Niger, et menace particulièrement Moussa Ag Acharatoumane et El Hadj Ag Gamou,,. Le 15 octobre, un haut gradé du MSA est assassiné.
À cette période, le MSA et le GATIA commencent à coopérer avec l'armée française et l'armée malienne contre les djihadistes,. De février à avril 2018, le MSA mobilise 300 combattants et lance une offensive avec le GATIA, l'armée malienne et l'armée française,. L'affrontement le plus important a lieu le 1er avril, lors du combat d'Akabar, au cours duquel une trentaine de djihadistes sont tués,.
Cependant, le conflit prend également un caractère communautaire, le MSA et le GATIA étant principalement composés de Touaregs, tandis que les combattants de l'État islamique dans le Grand Sahara sont en majorité des Peuls,. Plusieurs responsables peuls, dont le chef de la milice Ganda Izo, accusent alors le MSA et le GATIA d'exactions contre les membres de leur communauté,. En avril 2018, la MINUSMA accuse les mouvements armés d'avoir exécuté sommairement 95 personnes dans la région de Ménaka et de s'être rendus coupables de pillages et de déplacements forcés,,. Pour sa part, Moussa Ag Acharatoumane conteste le caractère communautaire du conflit et les accusations d'exactions, même s'il reconnait de possibles « erreurs » ou « débordements »,.
En avril 2018, après plus de deux mois d'opération, Moussa Ag Acharatoumane affirme qu'au moins 140 « malfrats » ont été tués et 40 faits prisonniers contre 20 morts et une dizaine de blessés du côté de ses forces. Il estime aussi que l'« EIGS ne sera pas vaincu par des forces étrangères. Je veux dire par là que des soldats qui ne connaissent ni le territoire, ni les coutumes, ni les mentalités des populations locales ne sauraient les combattre efficacement. ».
En juillet 2018, le général français Bruno Guibert, commandant en chef de la force armée force Barkhane, se déclare « satisfait » de la « coopération » entre l'armée française et le MSA : « Elle se déroule de manière très ponctuelle, à partir d’échanges ou de partage de renseignements, mais il n’y a aucune planification commune. J’ai posé trois critères au travail avec des groupes. Leur loyauté à l’Etat malien, la sincérité de leur engagement dans la lutte antiterroriste, et le respect du droit des conflits armés. Le MSA respecte ces critères ».
Le 28 avril 2024, le MSA élimine Abou Houzeifa, dit « Higo » un commandant de l'EIGS impliqué dans l'attaque de Tongo Tongo, avec l'aide de l'armée malienne,.
Le 1er juillet 2024, Ismaghil Ag Arahmat, un des chefs politiques et militaires du MSA, impliqué notamment dans l'opération qui avait permis l'élimination du chef djihadiste Abou Houzeifa, dit « Higo », est assassiné à Gao, près de son domicile,.